# Cartoon Network (India)
Cartoon Network è un canale televisivo indiano via cavo e satellitare gestito dalla Warner Bros. Discovery International. È l'equivalente indiano dell'originale rete americana ed è stata lanciata il 1° maggio 1995 come primo canale televisivo in India dedicato ai bambini. Il canale trasmette principalmente serie animate in hindi, tamil, telugu, malayalam e kannada. Un canale simile a Cartoon Network è Pogo TV, gestito dalla stessa Warner Bros. Discovery.

## Storia

### Lancio
Cartoon Network è stato il primo canale televisivo dedicato ai bambini in India, lanciato il 1° maggio 1995 come doppio canale: Cartoon Network trasmetteva dalle 5:30 alle 17:30 (e successivamente fino alle 21:00) e Turner Classic Movies (ex TNT) occupava il resto della programmazione giornaliera. Il 1° luglio 2001, Cartoon Network ha iniziato le trasmissioni giornaliere per l'intera giornata.
All'inizio del 2004 è stato lanciato un feed separato del canale dedicato agli spettatori pakistani e bengalesi.

### Anni '90
Cartoon Network inizialmente trasmetteva solo cartoni animati Hanna-Barbera come Arriva Yoghi, Top Cat, Gli antenati e Scooby-Doo. Il canale iniziò rapidamente a svilupparsi, trasmettendo per la prima volta nel 1996 cartoni animati MGM come Tom & Jerry, e dopo l'acquisto di Turner da parte di Time Warner nel 1996, la Warner Bros. produsse cartoni animati come Looney Tunes nel 1997. Nel 1998, Cartoon Network iniziò a trasmettere cartoni originali del catalogo, come Space Ghost Coast to Coast e The Moxy Show. Nei suoi primi anni, il canale trasmetteva solo in inglese. All'epoca, il mercato indiano era in grado di comprendere l'inglese senza creare barriere linguistiche, essendo la "lingua di collegamento nel subcontinente". La strategia iniziale di Turner per l'India era interamente in inglese, priva di sottotitoli e doppiaggio nelle lingue nazionali e regionali, e si rivolgeva alla nicchia anglofona, a differenza del suo concorrente Star TV. Bob Ross, all'epoca presidente di Turner International, puntava a una certa percentuale del mercato anglofono, utilizzando il suo vasto patrimonio di risorse. Dopo aver conquistato tale percentuale, si ipotizzava di poter localizzare il segnale in tamil e hindi.
Il 4 gennaio 1999, il canale iniziò a offrire versioni doppiate in hindi dei suoi programmi, come Scooby-Doo! Dove sei tu?, Gli antenati, I pronipoti, Speed Racer, Swat Kats, The Mask, La famiglia Addams, Le avventure di Jonny Quest, Capitan Planet e i Planeteers, Tom & Jerry Kids e alcuni altri programmi selezionati. Inizialmente andavano in onda in blocchi giornalieri di due ore (dalle 15:00 alle 17:00 nei giorni feriali e dalle 14:00 alle 16:00 nei fine settimana). Anshuman Mishra, direttore del canale all'epoca, riteneva che il passo dovesse essere compiuto nell'ottobre 1998 per ridurre l'influenza dei cartoni animati violenti.
Il 23 agosto 1999, il canale ricevette un rebranding, introducendo nuovi bumper e nuovi programmi. I nuovi programmi del 1999 furono gli originali Il laboratorio di Dexter, Mucca e Pollo, Io sono Donato Fidato, Ed, Edd & Eddy e Johnny Bravo.

### Anni 2000
L'anno seguente, il 2000, vide l'introduzione di altri originali di Cartoon Network, tra cui Le Superchicche, Mike, Lu & Og e Leone il cane fifone. Le serie del DC Animated Universe iniziarono ad essere trasmesse negli anni 2000 sul canale, a partire da Batman (serie animata 1992) (2000) , seguito da Batman - Cavaliere della notte (2000), Batman of the Future (2001), Superman (serie animata 1996) (2001) e Justice League Unlimited (2002).
Nel 2001, Ovino va in città, La squadra del tempo e Samurai Jack sono stati presentati in anteprima mondiale in India. Il 1° luglio 2001, Cartoon Network è diventato un canale 24 ore su 24.
Nel settembre 2001, è stato introdotto il blocco Toonami, che consiste principalmente di anime giapponesi e occasionalmente di animazione d'azione americana come Dragon Ball Z, Card Captor Sakura, Transformers: Robots in Disguise (serie animata 2000) e Superman (serie animata 1996). Nel novembre 2001 è stato introdotto il blocco Night Shift, rivolto ad adolescenti e adulti. La programmazione includeva Trio galattico, le sentinelle dello spazio, The Brak Show, Galtar e la lancia d'oro e Harvey Birdman, Attorney at Law.
Nel 2002, Cartoon Network firmò un accordo con la Mattel per trasmettere i film di Barbie a partire da Barbie Raperonzolo, che debuttò il 4 novembre dello stesso anno.
Il 27 gennaio 2003 è stato lanciato Tiny TV, un blocco di programmazione prescolare. Questo blocco è stato successivamente spostato sul canale gemello Pogo TV. Il canale ha anche iniziato ad acquisire serie e film locali a partire da Le avventure di Tenali Raman. Altre acquisizioni includono serie come Le avventure di Chhota Birbal, Akbar e Birbal, Jungle Tales e film per la televisione come Vikram e Betaal. Il 26 maggio 2003 fu trasmesso in prima visione l'anime Pokémon, seguito poi dall'anime Beyblade il 3 giugno 2005, i quali hanno ricevuto numerosi consensi fino a diventare i programmi più popolari del canale.
L'11 settembre 2005, è stata presentata in anteprima mondiale la nuova serie animata Cartoon Network The Life and Times of Juniper Lee, mentre il 1° ottobre dello stesso anno, i bumper ed il logo sono stati rinnovati. Lo stesso anno è stato lanciato Half Ticket Express, un blocco prescolare che ha trasmesso serie come Draghi e draghetti, Franklin e I fratelli Koala.
Il 12 aprile 2005, Cartoon Network trasmise in prima TV Dragon Ball GT e subito dopo uno speciale televisivo con Aamir Khan per promuovere Mangal Pandey: The Rising. In questo speciale in stile intervista Khan viene intervistato da Johnny Bravo.
Il 12 febbraio 2006 venne lanciato un nuovo programma sul canale, Camp Lazlo, seguito il 10 ottobre dello stesso anno da Ben 10.
Nel gennaio 2007, Cartoon Network ha lanciato una serie d'azione intitolata Gransazers sul blocco Toonami nel gennaio 2007 e successivamente Justirisers il 7 marzo dello stesso anno. Ad agosto 2007, è stato lanciato il blocco di programmazione Boomerang.
Il 6 dicembre 2008, Cartoon Network India, insieme agli altri feed del continente asiatico, ha presentato un pacchetto grafico aggiornato.
Pochi giorni dopo, l'11 dicembre 2008, Cartoon Network iniziò a trasmettere la serie successiva del franchise Ben 10, ovvero Ben 10 - Forza aliena ed anche i suoi nuovi film.
Il 28 giugno 2009, un episodio speciale di Johnny Bravo intitolato Johnny Bravo va a Bollywood è stato trasmesso in esclusiva in India. Lo speciale è stato prodotto dalla Famous House of Animation di Mumbai.
Altre serie degne di nota acquisite da Cartoon Network sono state Le avventure di Tintin (2001), Spider-Man: The New Animated Series (2003), Gli strani misteri di Archie (2004), Jumanji (2004), Transformers: Armada (2004) e The Spectacular Spider-Man (2009).

### Anni 2010
Il 10 ottobre 2010, Cartoon Network ha lanciato la terza serie del franchise Ben 10, Ben 10: Ultimate Alien. Cartoon Network ha trasmesso in prima visione la serie TV Roll No. 21 nel novembre 2010 e, dopo il successo della prima stagione, sono state lanciate diverse stagioni e film per la TV. La nuova serie Beyblade, Beyblade Metal Fusion, ha iniziato ad andare in onda dall'11 ottobre 2010.
Il 1° ottobre 2011, alle 9:00 (ora standard indiana), in occasione della première de Lo straordinario mondo di Gumball, Cartoon Network presentò il suo nuovo marchio e logo. Fu introdotto anche lo slogan "It's a fun thing!". La seconda stagione di Beyblade Metal Fusion, Beyblade Metal Masters andò in onda per la prima volta il 22 ottobre 2011.
Come suggerisce lo slogan, i programmi comici iniziarono a occupare la maggior parte degli slot orari. Come negli altri canali asiatici di Cartoon Network, Oggy e i maledetti scarafaggi fu lanciato sul feed indiano nel luglio 2012. Nel 2012 Cartoon Network aggiunse una traccia audio in telugu. Il canale iniziò a trasmetterla per diverse ore al giorno, cosa che continuò fino al 2014. Nel gennaio 2015, Cartoon Network perse i diritti per le stagioni da 1 a 3 di Maledetti scarafaggi, ma continuò a trasmettere la stagione 4.
Il 26 novembre 2012, il canale ha lanciato la quarta serie del franchise di Ben 10, Ben 10: Omniverse.
A partire dalla nuova era "It's a Fun Thing", Cartoon Network ha iniziato a trasmettere programmi senza fornire alcuna informazione tramite la messa in onda sul canale, come promo o bumper. ThunderCats, Beyblade Metal Masters, Beyblade Metal Fury e Scooby-Doo! Mystery Incorporated sono stati lanciati senza alcuna informazione su data e orario di messa in onda sul canale, e le informazioni erano presenti solo nei palinsesti televisivi.
La terza stagione di Beyblade Metal Fusion, Beyblade Metal Fury, è iniziata ad andare in onda dal 27 ottobre 2013. Cartoon Network ha poi spostato il franchise di successo Pokémon sul suo canale gemello, nel 2011, dove è andato in onda fino all'undicesima stagione fino a che, nel 2014, Cartoon Network re-iniziò a trasmettere l'anime dalla sua quattordicesima stagione.
Nell'estate del 2015, nuovi show come Uncle Grandpa, Beyblade Shogun Steel, Clarence e nuovi episodi di Ben 10: Omniverse sono iniziati ad andare in onda. Nel maggio 2015, Cartoon Network ha celebrato il suo ventesimo compleanno con speciali di vari show, tra cui alcuni speciali del classico Gli antenati. A partire da giugno 2015, il canale ha iniziato a trasmettere nuovi promo per ogni nuovo episodio di show settimanali come Steven Universe, Ben 10: Omniverse o Uncle Grandpa.
Cartoon Network ha celebrato il 20° anniversario del suo feed indiano per tutto il mese di maggio 2015. Un blocco di programmazione, Happy Birthday Cartoon Network, ha trasmesso serie in corso come Horrid Henry e Oggy e i maledetti scarafaggi così come serie classiche come Gli antenati, Le tenebrose avventure di Billy & Mandy e Leone il cane fifone.
Nel dicembre 2015, Cartoon Network ha trasmesso due speciali per la promozione del film hindi Dilwale. Il primo speciale, Kris Aur Shahrukh Khan Ki Dilwale Bollywood Class, è andato in onda il 19 dicembre, mentre Oggy Ki Birthday Party è andato in onda il 25 dicembre.
La serie reboot delle Superchicche, The Powerpuff Girls, è stata presentata in anteprima il 9 aprile 2016 in India e in altri paesi dell'Asia-Pacifico, mentre il reboot di Ben 10 è stato presentato in anteprima l'8 ottobre 2016.
Dal 2016, Cartoon Network ha iniziato a trasmettere i programmi in formato 16:9, tuttavia il canale è ancora nativamente in formato 4:3.
Nell'agosto 2017, Cartoon Network ha anche trasmesso alcuni spettacoli classici durante le serate del fine settimana in un blocco chiamato Get Tooned with Toonami, interrotto tuttavia nell'ottobre di quell'anno in favore di Dragon Ball Super.
Il 10 giugno 2017, Cartoon Network ha presentato in anteprima la nuova serie animata Craig.
A metà dicembre 2017, Cartoon Network ha iniziato a trasmettere i film di Dragon Ball Z la domenica sera senza alcuna promozione.
Dragon Ball Super ha sostituito la fascia oraria notturna di Dragon Ball Z dal 1° gennaio 2018 in poi.
Nel settembre 2018, Cartoon Network ha iniziato a trasmettere nuovi spettacoli come Unikitty!, OK K.O.!, Ben 10 - La sfida e Running Man.
Cartoon Network ha riportato in auge il franchise di Tom e Jerry nel 2019 ritrasmettendo Tom & Jerry Tales e The Tom & Jerry Show. In precedenza, questi due programmi erano trasmessi su Pogo TV.
Altre serie televisive degne di nota lanciate negli anni 2010 sono state Horrid Henry (9 aprile 2012), Teen Titans Go! (23 marzo 2015) e Mighty Magiswords (6 maggio 2017).

### Anni 2020
Nell'aprile 2020, Cartoon Network ha rimosso il suo feed audio in inglese e ha acquisito la serie televisiva ZeeQ Bandbudh Aur Budbak. Per celebrare l'82° anniversario di Tom e Jerry, il canale decide di trasmettere le serie ufficiali The Tom & Jerry Show (serie animata 1975), Tom & Jerry Tales, The Tom & Jerry Show (serie animata 2014) ed alcuni cortometraggi teatrali editi tra il 1940 e il 1975. La rete ha anche avviato nuove serie di Tom e Jerry come Tom & Jerry a New York, in onda dal 18 marzo 2022.
Il 30 marzo 2022, Cartoon Network ha iniziato a utilizzare il branding e la grafica "Redraw Your World", come le sue controparti statunitensi e asiatiche. Con il rebranding, Cartoon Network ha anche annunciato il lancio del blocco Cartoonito sul canale.
Il 22 maggio 2022, Cartoon Network ha trasmesso una maratona di Dragon Ball Super, denominata Dragon Ball Super Sunday.
A luglio 2022, il canale ha lanciato un nuovo blocco di programmazione, Morning Laughter Club, dalle 7:00 IST in poi. Trasmetteva principalmente programmi come The Tom & Jerry Show, Lamput, Maca & Roni e Taffy.
Il 24 ottobre 2022, il canale ha presentato in anteprima la serie Digimon Adventure.
Il 15 gennaio 2023, il canale ha presentato in anteprima la serie Mechamato, e ha rilanciato Digimon Adventures il 19 febbraio dello stesso anno nel blocco Digimon Adventures Super Sunday.
Il canale ha trasmesso in anteprima Dragon Ball Kai il 16 aprile 2023 in cinque lingue, tra cui hindi, tamil, telugu, kannada e malayalam.
Dal 23 aprile 2023, il canale ha iniziato a trasmettere i film di Dragon Ball la domenica sera, a partire da Dragon Ball Z - Il destino dei Saiyan nelle cinque lingue già citate sopra, presentando anche in anteprima Dragon Ball Kai: The Final Chapters nell'agosto 2023.
Nell'agosto 2023, Cartoon Network ha annunciato che avrebbe trasmesso il popolare anime shōnen My Hero Academia sul canale. Il canale ha presentato la serie in anteprima il 10 settembre 2023; pochi giorni dopo, il 16 settembre 2023, in occasione dell'84° Batman Day, il canale ha trasmesso Batman (serie animata 1992) alle 18:30 (ora standard indiana).
Nell'ottobre 2023, il canale ha presentato per la prima volta Ben 10-Generator Rex: Heroes United, mentre il 21 ottobre 2023, il canale insieme al suo canale gemello Pogo ha presentato in anteprima la prima versione localizzata di Tom e Jerry a Singapore, animata da due studi di animazione con sede in India e a Singapore.
Il 21 gennaio 2024, venne lanciato il blocco di programmazione "Big Block Anime", con una programmazione composta principalmente da anime come Dragon Ball Super, Dragon Ball Kai e My Hero Academia. Inoltre, il canale ha presentato in anteprima il 29 gennaio la serie animata originale We Baby Bears - Siamo solo baby orsi.
Il 5 maggio 2024, il canale ha presentato in anteprima l'anime One Piece.
Il 1° settembre 2024, il canale ha trasmesso in anteprima Dragon Ball Z - Le origini del mito.
Cartoon Network ha reintrodotto One Piece al pubblico indiano dopo 18 anni, a partire dalla prima stagione. Questa volta, il canale ha trasmesso la versione originale giapponese della serie, invece dell'adattamento 4Kids, trasmesso in precedenza nel 2006. A causa di questo passaggio alla versione giapponese, la serie è stata ridoppiata in hindi, tamil, telugu e ha ricevuto nuove versioni doppiate in kannada e malayalam per soddisfare un pubblico linguisticamente diversificato in tutta l'India. La première era prevista per domenica 8 dicembre 2024 alle 13:00 IST.
Nel dicembre 2024, il canale ha annunciato che avrebbe trasmesso il primo film non canonico di One Piece, One Piece - Per tutto l'oro del mondo, il 5 gennaio 2025 in India.
Nello stesso periodo, il canale ha annunciato che avrebbe trasmesso in anteprima la serie Bionic Max il 23 dicembre.

## Blocco su Zee TV

Logo del blocco

Il 14 agosto 2002, Zee TV lanciò un blocco di programmazione chiamato Cartoon Network, in sostituzione a quello di Nickelodeon. Il blocco comprendeva programmi come Scooby-Doo, The Mask, Le Superchicche, Il laboratorio di Dexter, Pinky and the Brain, Samurai Jack, Le avventure di Jonny Quest, Gli antenati, I pronipoti, Tom & Jerry Kids, Superman (serie animata 1996), Capitan Planet e i Planeteers, Ed, Edd & Eddy, The Road Runner Show, Leone il cane fifone, Ovino va in città, Mike, Lu & Og, I misteri di Silvestro e Titti e Batman (serie animata 1992). Trasmetteva programmi due volte al giorno. Al giorno d'oggi non va più in onda.

## Canali e servizi affiliati

### Pogo

Logo del canale al momento del lancio.

Pogo è stato lanciato il 1° gennaio 2004 come canale parallelo a Cartoon Network. Trasmette principalmente programmi animati e live action. Dal 2021, trasmette solo programmi di animazione indiani originali, diventando l'unico canale di WarnerMedia per bambini indiani, ma dal 2022 il canale ha rilanciato programmi internazionali come Mr. Bean (serie animata), Yo-kai Watch, Grizzy e i lemming - Pelosi e dispettosi, ecc. Il canale trasmette in hindi, tamil, telugu, kannada, malayalam e marathi.

### Cartoon Network HD+

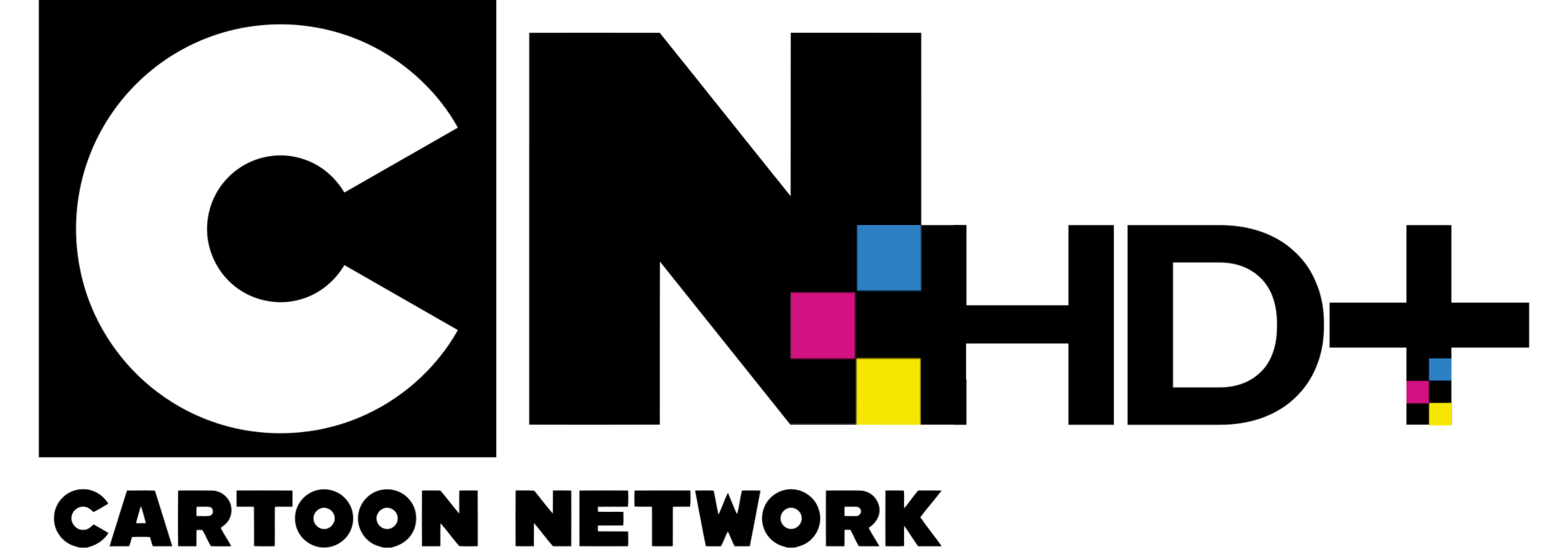
Logo del canale

Cartoon Network HD+ è un canale televisivo ad alta definizione lanciato il 15 aprile 2018. Operando come una piattaforma senza pubblicità, ha debuttato inizialmente in India, per poi estendere la sua portata a importanti operatori nei paesi limitrofi. In particolare, il canale offre contenuti in quattro lingue, tra cui hindi, tamil e telugu, oltre all'inglese.

### Toonami

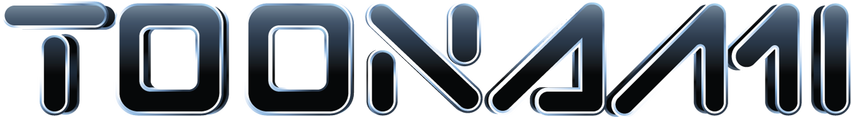
Logo del canale

Toonami, inizialmente lanciato come blocco di programmazione nel 2001, è poi diventato un canale il 26 febbraio 2015, diventando un canale gemello di Cartoon Network e Pogo. Con un focus primario sulla presentazione di contenuti di animazione per adulti, era basato sul genere animazione/anime, dedicato a un pubblico in cerca di una programmazione a tema più maturo.
Nel luglio 2017, il canale ha subito un significativo rinnovamento, trasformandosi in un canale di animazione classico prima di cessare completamente le operazioni alla fine del 15 maggio 2018.

### Offerte digitali e OTT
Il 24 giugno 2016, Turner India ha firmato un accordo di distribuzione con l'app OTT Voot di Viacom 18. Attraverso questa alleanza strategica, Voot può trasmettere in streaming i programmi di Turner da Cartoon Network e Pogo TV come Le Superchicche, Ben 10, Il laboratorio di Dexter, Roll No.21, Samurai Jack, Johnny Bravo e MAD nella loro sezione Kids.
Il 29 agosto 2017, Turner India ha firmato un accordo con Amazon Prime Video India. Attraverso questo accordo, Amazon può trasmettere in streaming serie di Cartoon Network come Ben 10, Ben 10 - Forza aliena, Ben 10: Ultimate Alien, Ben 10: Omniverse, Johnny Bravo, Le Superchicche, Kumbh Karan, Roll No.21 e Il laboratorio di Dexter nella loro sezione Bambini e Famiglia.
Nel 2023, Warner Bros. Discovery India ha firmato un accordo con JioCinema. Attraverso questo accordo, JioCinema può trasmettere in streaming i contenuti di Cartoon Network, Warner Bros. e HBO sulla loro OTT.

### CN+
Nel 2014, Cartoon Network ha stretto una partnership con Tata Sky per lanciare un servizio attivo chiamato CN+. Il servizio è disponibile tutti i giorni per circa una o due ore. Ha trasmesso episodi selezionati di programmi di successo come Ben 10 (e serie correlate), Beyblade Metal Fusion (e serie correlate), Lo straordinario mondo di Gumball, La Banda dei Super Cattivi, Tom & Jerry (e serie correlate), Ed, Edd & Eddy e film di Ben 10 e Pokémon, tra gli altri.

### CN Rewind
Nel 2024, Warner Bros. Discovery ha stretto una partnership con Prime Video per lanciare CN Rewind, un canale digitale disponibile come servizio aggiuntivo esclusivamente in India. Il canale presenta una raccolta curata di classici programmi di Cartoon Network, offrendo al pubblico indiano l'accesso a una vasta gamma di serie animate iconiche. Tra queste, classici senza tempo come Le Superchicche, Tom & Jerry, Scooby-Doo, Johnny Bravo, Looney Tunes, Il laboratorio di Dexter, Samurai Jack, Ed, Edd & Eddy e molti altri, per soddisfare i fan di tutte le età.

## Blocchi

### Cartoonito

Logo del blocco

Il 30 marzo 2022, assieme al rebranding che coinvolse il canale, debuttò il blocco Cartoonito, dedicato alle serie animate per bambini prescolari. Il blocco va in onda tutt'oggi.

### Boomerang

Logo del blocco

Il blocco di programmazione Boomerang è stato lanciato nell'agosto 2007 ed ha trasmesso franchise classici come Tom & Jerry, Scooby-Doo, Braccio di Ferro e Le avventure di Jackie Chan. Il blocco è terminato nel maggio 2009.

## Loghi

31 luglio 1995 - 1° ottobre 2005
1° settembre 2005 - 1° ottobre 2011
In uso dal 1° ottobre 2011